# Greatest Hits (álbum de Vengaboys)
Greatest Hits es el segundo álbum de grandes éxitos del grupo Neerlandés Vengaboys. Lanzado el 11 de diciembre de 2009. El álbum reúne los más grandes éxitos del grupo en sus inicios. Este álbum se lanzó exclusivamente en servicios de streaming.

## Lista de Canciones
Todas las canciones escritas y compuestas por Danski, DJ Delmundo excepto donde se indica. 
| Greatest Hits - Vengaboys |                                        |                         |          |  |
| N.º                       | Título                                 | Escritor(es)            | Duración |  |
| 1.                        | «We Like to Party»                     |                         | 3:42     |  |
| 2.                        | «Boom, Boom, Boom, Boom!!»             |                         | 3:22     |  |
| 3.                        | «Up and Down»                          |                         | 4:00     |  |
| 4.                        | «We're Going to Ibiza»                 | G. Hugues, J. Calvert   | 3:37     |  |
| 5.                        | «Parada de Tettas»                     |                         | 4:04     |  |
| 6.                        | «Superfly Slick Dick»                  |                         | 5:20     |  |
| 7.                        | «Shalala Lala»                         | Dehnhardt, Lendager     | 3:34     |  |
| 8.                        | «24/7 in My 911»                       |                         | 3:11     |  |
| 9.                        | «Kiss (When the Sun Don't Shine)»      |                         | 3:31     |  |
| 10.                       | «Ho Ho Vengaboys!»                     | Pronti & Kalmani        | 3:40     |  |
| 11.                       | «Uncle John from Jamaica»              |                         | 3:08     |  |
| 12.                       | «Cheekah Bow Bow (That Computer Song)» |                         | 2:53     |  |
| 13.                       | «To Brazil!»                           | A. Barrosso, J. Menezes | 3:07     |  |
| 14.                       | «Your Place Or Mine?»                  |                         | 4:06     |  |
| 15.                       | «Skinnydippin'»                        |                         | 3:27     |  |
| 16.                       | «Forever as One»                       |                         | 3:28     |  |
| 55:70                     |                                        |                         |          |  |